# Istituto di studi politici di Saint-Germain-en-Laye
L'Institut d'études politiques de Saint-Germain-en-Laye (italiano: Istituto di Studi politici di Saint-Germain-en-Laye), conosciuto come Sciences Po Saint-Germain-en-Laye, è un istituto francese pubblico d'insegnamento superiore creato nel 2013, situato a Saint-Germain-en-Laye e facente parte dell'Università di Versailles Saint Quentin en Yvelines e del Università Cergy-Pontoise.
È uno dei 10 Istituti di Studi Politici di Francia, ed è una Grande école.

## Direttori
- dal 2013 : Céline Braconnier

## Formazione
La durata degli studi è di cinque anni. Il terzo anno si svolge all'estero.
L'insegnamento è soprattutto generale, e si concentra su quattro materie : economia, storia, diritto, e cultura «generale».